# Риски, Рику
Рику Риски (фин. Riku Riski; родился 16 августа 1989, Аскайнен, Финляндия) — финский футболист, полузащитник финского клуба «ТПС».

## Клубная карьера
Рику дебютировал на профессиональном уровне в возрасте шестнадцати лет в Вейккауслиге за местный клуб ТПС.
В январе 2011 года Риски подписал контракт с польским клубом «Видзев». В Польше он не сумел закрепиться в основе новой команды и отправился в аренду в шведский клуб «Эребру». В игре против АИК он дебютировал в Аллсвенскане.
В январе 2012 года Рику переходит в норвежский «Хёнефосс». За два следующих сезона в составе «Хёнефосса» Риски сыграл в 55 матчах и забил 20 мячей. Несмотря на попытки «Хёнефосса» сохранить в своем составе финского полузащитника, в конце декабря 2013 года Рику подписал долгосрочный контракт с «Русенборгом».

## Карьера в сборной
Он был в составе сборной Финляндии (до 21) во время игр квалификации на Чемпионат Европы по футболу среди молодёжных команд 2011. В феврале 2011 года Риски дебютировал за национальную сборную в игре против сборной Бельгии.